# Bévillers
Bévillers is een gemeente in het Franse Noorderdepartement (regio Hauts-de-France) en telt 565 inwoners (1999). De plaats maakt deel uit van het arrondissement Cambrai.

## Geografie
De oppervlakte van Bévillers bedraagt 4,8 km², de bevolkingsdichtheid is 117,7 inwoners per km².
De onderstaande kaart toont de ligging van Bévillers met de belangrijkste infrastructuur en aangrenzende gemeenten.

## Demografie
Het onderstaande figuur toont het verloop van het inwonertal (bron: INSEE-tellingen).